# Hugh Lofting
Hugh Lofting, född 14 januari 1886 i Maidenhead, Berkshire, England, död 26 september 1947 i Topanga utanför Los Angeles, Kalifornien, var en brittisk (engelsk) författare, mest känd för sina böcker om Doktor Dolittle, känd för sin förmåga att tala djurens språk.
Lofting föddes och växte upp i Maidenhead, Berkshire och gick i jesuitskola. Senare utbildade han sig till civilingenjör genom studier vid Massachusetts Institute of Technology och i London. Han byggde järnvägar i Västafrika och Kanada. 1912 bosatte han sig i New York men deltog i första världskriget som brittisk officer 1916-1918. Lofting var stationerad i Flandern. Under kriget skrev han berättelser om djurdoktorn Dolittle i breven hem till sina barn. 1920 utkom dessa berättelser som "The Story of Doctor Dolittle". Totalt blev det 12 böcker om Doktor Dolittle.

## Böcker översatta till svenska
- The voyages of doctor Dolittle (ill. av författaren)
  - Doktor Levertran: historien om hans märkliga hemliv och förvånande äventyr i främmande länder (översättning Karin Jensen, Wahlström & Widstrand, 1923)
  - Doktor Dolittles underbara resor (översättning Sigrid Stjernswärd, Schildt, 1928)
  - Doktor Dolittles underbara resor (översättning Verna Lindberg, Bonnier, 1950)
  - Doktor Dolittles resor (bearbetad av Al Perkins, illustrerad av Philip Wende, översättning Majken Ivarsson, Tiden, 1969)
  - Doktor Dolittles resa (bearbetad av Al Perkins, bild Philip Wende, svensk text Monica Rennerfelt, Carlsen/if, 1978)
- Doctor Dolittle's post office (ill. av författaren )
  - Doktor Dolittles postkontor (översättning Verna Lindberg, Schildt, 1929)
- The story of Doctor Dolittle (ill. av författaren )
  - Berättelsen om doktor Dolittle (översättning Verna Lindberg, Bonnier, 1949)
- Doctor Dolittle's circus
  - Doktor Dolittles cirkus (översättning Verna Lindberg, Bonnier, 1986)

## Priser och utmärkelser
Newbery-medaljen 1923 för Doktor Dolittles underbara resor
Läs mera i "De läses än, A-L", utgiven av BTJ 1992, ISBN 91-7018-346-5